# Varkash
Varkash (persiska: وركش) är en ort i Iran.   Den ligger i provinsen Alborz, i den norra delen av landet, 70 km nordväst om huvudstaden Teheran. Varkash ligger 2 026 meter över havet och antalet invånare är 258.
Terrängen runt Varkash är kuperad åt nordväst, men åt sydost är den bergig. Runt Varkash är det ganska tätbefolkat, med 86 invånare per kvadratkilometer. Närmaste större samhälle är Shahr-e Jadīd-e Hashtgerd, 17,7 km söder om Varkash. Trakten runt Varkash består i huvudsak av gräsmarker.